# Misura a quattro terminali

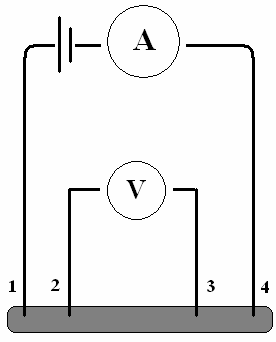
Misura a quattro terminali: i terminali 1 e 4 sono usati per applicare una corrente costante, i terminali 2 e 3 per misurare la tensione.

La misura a quattro terminali (4T), o a quattro fili, è una tecnica utilizzata nell'ambito della misurazione e calibrazione delle impedenze elettriche.
Questa tecnica impiega una coppia di elettrodi dedicati alla misura della tensione e una seconda coppia dedicata alla corrente. La separazione delle due coppie permette di ottenere misure più accurate rispetto alla più comune tecnica a due terminali (2T), nella quale, la corrente e la tensione sono misurati dagli stessi elettrodi, l'impedenza stessa dei quali si somma al valore misurato. Normalmente gli elettrodi sono costituiti da cavetti con puntalini o cavi schermati intestati con connettori, gli strumenti interessati più comuni sono multimetri e calibratori.